# Joseph Erlanger
Pour les articles homonymes, voir Erlanger.
Joseph Erlanger (5 janvier 1874 à San Francisco, Californie - 5 décembre 1965 à Saint Louis, Missouri, États-Unis) est un médecin et biologiste américain. Herbert Gasser et lui reçoivent le prix Nobel de physiologie ou médecine en 1944 pour leurs travaux sur les fibres nerveuses.

## Biographie
Joseph Erlanger obtient une maitrise de chimie de l'Université de Californie à Berkeley et finit ses études de médecine à Baltimore à l'Université Johns-Hopkins. Il fait sa carrière de médecine dans cette dernière, mais travaille également à l'Université Washington à Saint-Louis.
En 1944, Herbert Gasser et lui sont lauréats du prix Nobel de physiologie ou médecine « pour leurs découvertes sur les fonctions hautement différenciées d'une fibre nerveuse isolée ».